# Shanica Knowles
Shanica Knowles (Shanica Channell Knowles), est une actrice américaine née le 17 novembre 1990 à Miami, Floride.

## Biographie
Malgré son nom de famille, elle n'a aucun lien de famille avec Beyonce et Solange Knowles. Elle a joué dans le film Jump in! ainsi que dans la série Hannah Montana. Elle y interprète Amber Addison (l'amie d'Ashley et l'ennemie jurée de Miley et Lilly).

## Filmographie

### Cinéma
- 2007 : Super Sweet 16: The Movie : Sierra

Super Sweet 16 est une émission Américaine qui est diffusée sur MTV France nommé Mon Incroyable Anniversaire

### Télévision
- 2005 : Allie Singer (Unfabulous) (série télévisée) : Vanessa
- 2006 - 2011  :Hannah Montana (Série TV) : Amber Addison
- 2007 : Jump in! (Téléfilm) : Shauna Keaton
- 2007 : Super Sweet 16: The Movie : Sierra
- 2011 : Awkward : Michelle
- 2011 : Sassy Pants : Amber
- 2018 : Life-Size 2: A Christmas Eve (Téléfilm) : Tahlia
- 2018 : Les Feux de l'amour : Simon Burch